# Helminthocharis diasticta
Helminthocharis diasticta là một loài bọ cánh cứng trong họ Elmidae. Loài này được Alluaud miêu tả khoa học năm 1933.